# First They Killed My Father
First They Killed My Father (bra: Primeiro, Mataram o Meu Pai) é um filme de drama cambojo-americano de 2017 dirigido e coescrito por Angelina Jolie, com roteiro baseado no livro autobiográfico homônimo de Loung Ung. 
Foi selecionado como representante de seu país ao Oscar de melhor filme estrangeiro em 2018.

## Elenco
- Sareum Srey Moch - Loung Ung
- Phoeung Kompheak - Pa Ung
- Sveng Socheata - Ma Ung
- Mun Kimhak - Kim
- Heng Dara - Meng
- Khoun Sothea - Khouy
- Sarun Nika - Geak
- Run Malyna - Chaou
- Oun Srey Neang - Keav